# Folklore Europaea
Folklore Europaea (FE) ist ein multimediales, in seinen Navigationsinstrumenten mehrsprachiges Datenbankprojekt der Albert-Ludwigs-Universität Freiburg i. Br., das Feste, Bräuche und Traditionen in den verschiedenen Regionen Europas dokumentiert und sich als Arbeitsinstrument für die Europäische Ethnologie und ihre Nachbardisziplinen versteht. Ohne Vollständigkeit anzustreben, was angesichts der Fülle einschlägiger Phänomene niemals möglich wäre, führt „Folklore Europaea“ bislang weit verstreute, in Buchform nicht greifbare Informationen zusammen und eröffnet damit ganz neue Möglichkeiten des überregionalen und transnationalen Vergleichs von Kulturen. Das Team der in Freiburg an der Datenbank tätigen Wissenschaftler, wissenschaftlichen Hilfskräfte und Studenten kooperiert mit zahlreichen ethnographischen Institutionen und Initiativen im In- und Ausland, nicht zuletzt mit solchen im östlichen Europa. Hinzu kommt die Zusammenarbeit mit Rundfunk- und Fernsehanstalten, wie etwa dem SWR-Fernsehen, das große Teile seines filmischen Archivmaterials über Feste und Bräuche in Europa zur Darstellung in „Folklore Europaea“ freigegeben hat. Initiator und Leiter des 2003 online gegangenen Projekts ist Werner Mezger, Professor für Europäische Ethnologie an der Universität Freiburg und Direktor des Freiburger Johannes-Künzig-Instituts für osteuropäische Volkskunde. Die Zuständigkeit für den technischen Support liegt beim Rechenzentrum der Universität Freiburg.

## Nutzungsmöglichkeiten
Organisatorisches Ziel des Projektes ist sein schrittweiser Ausbau zu einem international agierenden Netzwerk zur europäischen Brauchtumsforschung, das nicht nur Spezialisten in Forschungseinrichtungen und Dokumentationszentren als Recherchemöglichkeit dienen soll, sondern das auch Journalisten und interessierten Laien offensteht – bis hin zur Nutzung für touristische Zwecke nach der Devise „Was – wann – wo“. Inhaltlich soll „Folklore Europaea“ durch vielfach kombinierbare Suchoptionen Verbindungen, Wechselwirkungen und Unterschiede zwischen verschiedenen europäischen Kulturräumen aufzeigen helfen und damit eine differenzierte Auseinandersetzung mit dem „geistigen und kulturellen Erbe Europas“ ermöglichen. Zugleich gewähren die Datensätze auf Mikro- und Makroebene Einblicke in die Konstruktion von Identitäten und Mentalitäten des europäischen Kulturraums. Feste und Bräuche werden hierbei als „primäre Organisationsformen des kulturellen Gedächtnisses“ (Jan Assmann) begriffen. Im Kontext der politischen, ökonomischen und soziokulturellen Herausforderungen der europäischen Integration soll der komparatistische Ansatz des Projekts nicht nur Kohärenzen und Differenzen in den Kulturtradition verschiedener Regionen Europas sichtbar machen, sondern anhand des Funktionswandels von Festen und Bräuchen vor allem auch Einblicke in die Transformationsprozesse der fortgeschrittenen Moderne gewähren.

## Datenbank
Derzeit enthält „Folklore Europaea“ etwa 5000 textbasierte Datensätze sowie einen Grundstock an Multimediamaterialien in Form von Filmen, Fotografien und Tondokumenten. Die Materialien werden durch das Freiburger Team, Kooperationspartner und freie Mitarbeiter in ganz Europa laufend ergänzt. Nach Abschluss der Pilotphase ist die Weiterentwicklung des gesamten Projekts zu einem moderierten Wiki geplant.